# Chełmek (województwo lubuskie)
Chełmek – wieś w Polsce położona w województwie lubuskim, w powiecie nowosolskim, w gminie Nowa Sól.
W latach 1975–1998 miejscowość administracyjnie należała do województwa zielonogórskiego.

## Zabytki
Do wojewódzkiego rejestru zabytków wpisany jest:
- zespół pałacowy, z XVI-XIX wieku: 
  - pałac - dwór z XVI w.
  - zajazd
  - oficyna.

## Demografia
Liczba mieszkańców miejscowości w poszczególnych latach:
| Rok  | Ilość mieszkańców |
| ---- | ----------------- |
| 2002 | 448               |
| 2009 | 457               |
| 2011 | 449               |
| 2021 | 392               |